# Alexander Alvaro
Alexander Nuno Alvaro (* 26. května 1975, Bonn-Bad Godesberg) je německý politik a poslanec Evropského parlamentu za stranu Freie Demokratische Partei (Svobodná demokratická strana), která je součástí Aliance liberálů a demokratů pro Evropu.
V Europarlamentu je člen Výboru pro občanské svobody, spravedlnost a vnitřní věci, Delegace pro vztahy s Palestinskou legislativní radou a Delegace pro vztahy s Indií. Je náhradník ve Výboru pro průmysl, výzkum a energetiku a Petičním výboru.

## Vzdělání
- 1997: Kvalifikovaný v bankovnictví. Vystudoval Brémskou univerzitu, Mannheimskou univerzitu, Lausanneskou univerzitu a Düsseldorfskou univerzitu
- 2004: Zkouška ze státního práva

## Kariéra
- 2002 – 2005: Zástupce spolkového předsedy strany Junge Liberale
- od 2003: Člen spolkové rady strany Freie Demokratische Partei